# John Childs
John Charles Roger Childs (* 21. Juni 1949) ist ein britischer Historiker.
Childs studierte an der University of Hull (B.A.) und am King’s College London, wo er über das stehende Heer der Stuart-Restauration promovierte (Ph.D.); J. P. Kenyon legte ihm das Thema nahe, Ian Roy führte den Vorsitz. Danach war er in der Verteidigungsindustrie tätig und Sir James Knott Research Fellow an der Newcastle University. Von 1976 bis 2009 lehrte er an der University of Leeds, er war dort zuletzt Professor für Militärgeschichte und Leiter des Centre for Military History. Seitdem ist er Emeritus Professor.
Seine Forschungsschwerpunkte sind die Geschichte der British Army von 1660 bis 1702 (als Trilogie erschienen), die Stuart-Restauration und europäische Militärgeschichte der Frühen Neuzeit. Childs veröffentlichte zahlreiche Monografien und Beiträge, insbesondere zur Glorious Revolution (1688/89). Außerdem ist er Associate Editor des New Dictionary of National Biography (NDNB) und gemeinsam mit dem Franzosen André Corvisier Editor der englischen Lexikonausgabe A Dictionary of Military History and the Art of War.
Er war u. a. Berater des Ministry of Defence und Trustee der Royal Armouries, derzeit amtiert er als Chairman des Battlefields Panel of English Heritage und des Royal Armouries Development Trust. Childs wurde als Fellow in die Royal Historical Society aufgenommen.

## Schriften (Auswahl)
- The army of Charles II (= Studies in social history). University of Toronto Press, Buffalo 1976, ISBN 0-8020-2180-8.
- The army, James II, and the Glorious Revolution. Manchester University Press, Manchester 1980, ISBN 0-7190-0688-0.
- Armies and warfare in Europe, 1648–1789. Manchester University Press, Manchester 1982, ISBN 0-7190-0880-8.
- The British army of William III, 1689–1702. Manchester University Press, Manchester 1987, ISBN 0-7190-1987-7.
- The Nine Years’ War and the British army, 1688–1697. Manchester University Press, Manchester 1991, ISBN 0-7190-3461-2.
- mit André Corvisier (Hrsg.): A dictionary of military history and the art of war. Überarbeitete und erweiterte englische Ausgabe, Blackwell, Oxford 1994, ISBN 0-631-16848-6.
- The military use of land. A history of the defence estate. Lang, Bern 1998, ISBN 978-3-906757-66-7.
- Warfare in the seventeenth century. Cassell, London 2001, ISBN 0-304-35289-6.
- The Williamite wars in Ireland, 1688–1691. Hambledon Continuum Press, London 2007, ISBN 978-1-85285-573-4.
- General Percy Kirke and the later Stuart army. Bloomsbury Academic, London 2014, ISBN 978-1-4411-5882-6.